# Blanca Cerosa
Blanca Cerosa es el nombre de una variedad cultivar de manzano (Malus domestica). Esta manzana es originaria de Galicia, está cultivada en la colección de árboles frutales y banco de germoplasma de Mabegondo con el Nº 69; ejemplares procedentes de esquejes localizados en Doroña (La Coruña).

## Sinónimos
- "Manzana Blanca Cerosa",[4][5]
- "Maceira Blanca Cerosa".

## Características
El manzano de la variedad 'Blanca Cerosa' tiene un vigor elevado. Tamaño grande y porte erguido.
Época de inicio de brotación a partir del 19 de abril y de floración a partir de 10 de mayo.
Las hojas tienen una longitud del limbo de tamaño medio, con la máxima anchura del limbo media. Longitud de las estípulas media y la máxima anchura de las estípulas es media. Denticulación del borde del limbo es serrado, con la forma del ápice del limbo acuminado y la forma de la base del limbo es agudo. Con subestípulas presentes.
Sus flores tienen una longitud de los pétalos larga, anchura de los pétalos es ancha, disposición de los pétalos en contacto entre sí, con una longitud del pedúnculo media.
La variedad de manzana 'Blanca Cerosa' tiene un fruto de tamaño medio, de forma globoso-cónica, de color bicolor, con chapa a manchas, e intensidad media. Epidermis de textura suave con pruina en su superficie, y con presencia de cera media. Sensibilidad al "russeting" (pardeamiento áspero superficial que presentan algunas variedades) muy poco sensible. Con lenticelas de tamaño pequeño.
Los sépalos están dispuestos de forma erecta, variable en su base; fosa calicina profunda de una anchura estrecha. Pedúnculo de grosor medio y de longitud corto, siendo la cavidad peduncular de una profundidad media y de anchura media. Con pulpa de color blanca, de firmeza es intermedia y textura intermedia; su jugosidad es jugosa con sabor no ácida dulzor medio, y aromática.
Época de maduración y recolección a partir del 17 de septiembre. 'Blanca Cerosa' es una manzana que se utiliza como fruta de mesa.

## Susceptibilidades
- Oidio: ataque débil
- Moteado: no presenta
- Raíces aéreas: no presenta
- Momificado: ataque débil
- Pulgón lanígero: ataque débil
- Pulgón verde: ataque medio
- Araña roja: ataque débil
- Chancro: no presenta[3]